# Heinrich Friedrich Link
Heinrich Friedrich Link (født 2. februar 1767 i Hildesheim, død 1. januar 1851 i Berlin) var en tysk botaniker.
Link blev, efter at have studeret medicin og naturvidenskaberne i Göttingen, 1792 professor i Rostock i kemi, zoologi og botanik. Han rejste derpå i Portugal samt blev 1811 professor i kemi og botanik i Breslau. Ved Willdenows død 1815 overtog han professoratet i naturhistorie og direktionen af den botaniske have i Berlin. Link beskæftigede sig mere, end datidens botanikere plejede, med planteanatomi, og det var oprindelig en prisopgave angående karrenes struktur og oprindelse, stillet af Videnskabernes Selskab i Göttingen, der bragte ham ind på disse studier. Han løste den meget godt, og afhandlingen offentliggjordes senere som Grundlehren der Anatomie und Physiologie der Pflanzen (1807), der har haft betydning som en ansporende og på mange selvstændige iagttagelser rig lærebog. Link var en meget alsidig dannet og åndrig mand, som med solid og systematisk indsigt og grundig kundskab i andre retninger forbandt en stor arbejdsomhed. Han udgav sammen med Christoph Friedrich Otto Icones plantarum selectarum horti regii botanici Berolinensis (60 tavler, 1820—28), Icones plantarum rariorum horti regii botanici Berolinensis (42 tavler, 1828), samt Über die Gattungen Melocactus und Echinocactus (1827); alene publicerede han Anatomia plantarum iconibus illustrata (1843—47; 3 bind, med 36 tavler). En australsk Proteacé er af Antonio José Cavanilles opkaldt Linkia efter ham.